# Reject All American
Reject All American è un album in studio del gruppo punk rock statunitense Bikini Kill, pubblicato nel 1996.

## Tracce
1. Statement of Vindication – 1:11
2. Capri Pants – 1:40
3. Jet Ski – 2:34
4. Distinct Complicity – 2:29
5. False Start – 3:12
6. R.I.P. – 3:37
7. No Backrub – 1:52
8. Bloody Ice Cream – 1:25
9. For Only – 2:25
10. Tony Randall – 2:23
11. Reject All American – 2:30
12. Finale – 1:33

## Formazione
- Kathleen Hanna – voce, basso, batteria
- Tobi Vail – batteria, voce
- Kathi Wilcox – basso, voce, batteria
- Billy Karren – chitarra